# Amphiastrella birotulifera
Amphiastrella birotulifera är en svampdjursart som först beskrevs av Carter 1886.  Amphiastrella birotulifera ingår i släktet Amphiastrella och familjen Iotrochotidae.
Artens utbredningsområde är Sydaustralien. Inga underarter finns listade i Catalogue of Life.